# Joceli dos Santos
Joceli dos Santos, mais conhecido como Joceli (Florianópolis, 17 de fevereiro de 1954), é um ex-futebolista e atual diretor executivo brasileiro que atuava como goleiro e treinador. Atualmente é diretor executivo do Avaí.
Foi também Gerente de futebol profissional do Avaí Futebol Clube nos anos de 1995 (primeiro semestre), 2006 e atualmente em 2016.

## Carreira

### Como jogador
Iniciou a sua carreira de atleta no Avaí em 1972, aonde seguiu até 1975 sagrando-se duas vezes Campeão Estadual em 1973 e 1975. Passou por vários outros clubes brasileiros, com destaques a suas passagens no Santa Cruz-RS aonde foi escolhido o melhor goleiro do campeonato gaúcho, no CSA de Alagoas aonde foi Vice-campeão Brasileiro da Taça de Prata de 1982 e no Francana aonde alcançou a marca de 1.105 minutos (13 jogos) sem tomar gol. Foi também no Francana que, em 1989, encerrou a sua carreira como atleta profissional.

### Como treinador
Dentro da área, Joceli se especializou participando de cursos como o Curso de Treinadores de Futebol realizado em Santa Catarina no ano de 1992, o Curso Internacional de Futebol realizado no Rio de Janeiro em 1995 e o Curso de Informações Técnicas e Científicas de Futebol também no Rio de Janeiro e no mesmo ano.
Ainda faz parte do Conselho Regional de Educação Física de Santa Catarina, é fundador do Sindicato dos Treinadores e Fisicultores do Estado de Santa Catarina, sócio do Sindicato dos Treinadores de Futebol Profissional do Estado do Rio de Janeiro e sócio do Sindicato dos Treinadores e Fisicultores do Estado de Santa Catarina.
A carreira de técnico em campo de Joceli, iniciou no AA Canelinha, time amador de Santa Catarina. Mas foi na equipe de juniores do próprio Avaí que obteve maior destaque, sendo vice campeão estadual em 1993. Assumiu a equipe principal em 1994 aonde aonde teve participação na montagem do elenco campeão da 2° divisão profissional do futebol de Santa Catarina daquele ano. Ainda teve uma passagem como diretor do clube no ano seguinte.
Ainda passou por outros clubes profissionais do estado, dos quais, um deles a equipe júnior do  Camboriuense que foi campeã estadual da divisão especial da categoria em 2008. Em 2009 assumiu o Atlético Tubarão na penúltima rodada do 1º turno do Campeonato Catarinense, aonde o clube encontrava-se na penúltima colocação. Após duas semanas a frente do time e acumulando 3 derrotas em 3 jogos, Joceli pediu demissão alegando falta de estrutura do clube.
Ainda no ano de 2009, Joceli assume o CFZ Imbituba com a tarefa de classificar o time para a divisão principal do futebol catarinense. Chegou à final da Divisão Especial e, com duas vitórias (0x2 e 5x0) sobre o Juventus de Jaraguá, sagrou-se campeão da competição classificando o time para a primeira divisão do estado em 2010.
Já na primeira rodada do da primeira divisão do estadual de 2010, Joceli anunciou que poderia estar deixando o comando do CFZ Imbituba devido a desentendimentos com a diretoria do clube, mas seguiu a frente do clube até o final do campeonato.
Após a campanha inédita pelo CFZ Imbituba com o quarto lugar no estadual, Joceli seguiu para o Brusque para a disputa da Copa Santa Catarina. Pela primeira rodada do returno da Copa Santa Catarina, Joceli foi notícia por ter trocado agressões físicas com o árbitro Jefferson Schmidt após ter sido expulso de campo. No final da competição, o Brusque sagrou-se campeão.
No dia 9 de novembro de 2010, Joceli foi anunciado como novo treinador do Metropolitano de Blumenau. Chegou a comandar o Verdão até a primeira rodada do returno do Campeonato Catarinense de 2011, mas foi demitido no dia 5 de março após uma derrota do time.
Na segunda metade de 2011, Joceli foi anunciado como o novo treinador do Marcílio Dias para a disputa da Copa Santa Catarina. O time vai estreiar na competição no dia 25 de maio, contra o Metropolitano, o último clube do treinador, no Estádio Hercílio Luz, em Itajaí.
Em julho de 2011, Joceli foi anunciado como o novo treinador do Hercílio Luz para a disputa do Campeonato Catarinense - Divisão Especial. Fez uma campanha boa junto com o time, mas não conseguiu o acesso à primeira divisão. Para a temporada de 2012, foi anunciada a sua volta ao comando do Brusque para a sequência do Campeonato Catarinense, quando o time se encontrava na vice-lanterna da competição.
No dia 6 de setembro de 2012 foi anunciado como o novo treinador do Concórdia para a disputa da divisão especial.Apresentou-se no clube no dia 11 de setembro,mais após quatro dias pediu dispensa alegando problemas familiares e que recebeu proposta de clube próximo a sua família.Foi contratado pelo Atlético Tubarão após um dia da sua saída do Concórdia.
Em março de  2013, o experiente técnico assumiu o Guarani-SC para salvá-lo do rebaixamento, mas não conseguiu livrá-lo.Atualmente é técnico do Imbituba.

## Títulos

### Como jogador
Avaí
- Campeão Catarinense (Júnior) - 1972
- Campeão Catarinense - 1973 e 1975.
- Campeão da Copa do Atlântico - 1973
- Campeão do Torneio Quadrangular de Florianópolis - 1975

### Como treinador
Atlético Tubarão
- Campeão do Campeonato Catarinense da Divisão de Acesso - 2007

Camboriuense
- Campeão do Campeonato Catarinense da Divisão Especial (Júnior) - 2008

CFZ Imbituba
- Campeão Catarinense (Divisão Especial) - 2009

Brusque
- Campeão da Copa Santa Catarina - 2010